# Обухов, Алексей Александрович
Алексе́й Алекса́ндрович О́бухов (12 ноября 1937, Москва — 16 октября 2022). — советский дипломат и искусствовед, почётный член Российской академии художеств. Чрезвычайный и полномочный посол (5 февраля 1985).

## Биография
Отец — управляющий трестом Союзлифтмонтаж Минмонтажспецстроя СССР, заслуженный строитель РСФСР; мать — учительница младших классов, затем домохозяйка.
Выпускник МГИМО (1961), с 1961 года — аспирант, освобождённый секретарь Комитета ВЛКСМ МГИМО. В 1963—1964 годах прошёл годичную стажировку в Чикагском университете.
Кандидат исторических наук, член-корреспондент Международной академии информатизации.
Вошёл в историю современной российской дипломатии как переговорщик экстракласса. Эксперт делегации на советско-американских переговоров по стратегическому вооружению в 1969 году в Хельсинки. С 1971 года — участник советско-американских переговоров по вопросам ограничения и сокращения стратегических вооружений (переговоры по ОССВ, СНВ-1, СНВ-2) и о запрещении ядерных испытаний. В 1987 году был главой советской делегации на переговорах с США по ограничению и сокращению ядерных вооружений, подготовил Договор по ракетам средней и меньшей дальности (Договор по РСМД), официально подписанный в декабре 1987 в Вашингтоне президентами СССР и США М. С. Горбачёвым и Р. Рейганом. В 1988 году согласовывал проект Соглашения об уведомлениях о запусках баллистических ракет.
В 1988—1989 годах Обухов — начальник Управления США и Канады МИД СССР. В 1990—1991 годах — заместитель министра иностранных дел СССР, курировал вопросы отношений с США и тематику разоружения.
В 1992—1996 годах — чрезвычайный и полномочный посол России в Дании. Это был период, когда торжественно праздновалось 500-летие Договора о любви и дружбе между Данией и Россией, которые за всю историю ни одного дня не воевали друг с другом. Были налажены связи в том числе с представителями бизнеса, политиками, деятелями культуры, науки, с датским королевским двором, с постоянно проживающим в Дании представителем Дома Романовых князем Димитрием Романовичем Романовым и его братом Николаем Романовичем Романовым, главой Дома Романовых, с представителями первой эмигрантской волны, в том числе Татьяной Ладыженской и нашими соотечественниками, с благотворительными организациями Датского Королевства.
С 1997 года — посол по особым поручениям МИД России. В 1997—2003 годах — глава официальной государственной делегации на российско-литовских переговорах о государственной границе, подготовил к подписанию межгосударственный Договор о российско-литовской границе (подписан Президентами РФ и Литвы в октябре 1997 года, вступил в силу в августе 2003 года). В 1999—2002 годах — полномочный представитель РФ в ранге посла в Совете государств Балтийского моря (СГБМ), и председатель Комитета старших должностных лиц в Совете Баренцева моря/Евроарктического региона (СБЕР).
С 1 февраля 2003 года был председателем государственной комиссии по пограничным переговорам с Литовской Республикой МИД РФ.
Был известен как крупный учёный, философ и политолог, художественный критик и искусствовед.

## Семья
Жена — Ольга Ивановна Обухова, сын — Платон Обухов.

## Награды
Награждён двумя Орденами Трудового Красного Знамени. В 2002 году за «многолетнюю добросовестную работу в системе Министерства иностранных дел и в связи с 200-летием МИД России» был награждён почётной грамотой.

## Сочинения
Автор книг:
- «Философия политического насилия»
- «Советская внешняя политика мира в свете идей XXV съезда КПСС»
- «Социалистическая политика мира: теория и практика»
- «На пути к военной разрядке»
- «Советско-американские отношения: прошлое и настоящее» (на английском языке)
- «Опасный шаг» (на английском языке)
- «Эдвард Теллер: наследие термоядерной бомбы».
- Соавтор книги «Ядерное нераспространение: краткая энциклопедия». М, Росспэн, 2009. ISBN 978-5-8243-1130-3.
- Соавтор книги «Россия-Дания: художники монарших дворов» (выпущена Российской академией художеств с предисловием Зураба Церетели).

Автор статей в журналах «Индекс безопасности» (журнал ПИР-Центра политических исследований России) и «Собрание шедевров» Института искусствознания.